# 衡水号导弹护卫舰
“衡水”号导弹护卫舰（舷号572）简称“衡水”舰，是中国人民解放军海军第十一艘054A型导弹护卫舰，可以单独或者协同海军其他兵力攻击敌水面舰艇及潜艇，具有较强的远程警戒和防空作战能力。衡水舰由黄埔造船厂开工建造，于2011年下水，2012年7月9日入列，服役于南海舰队驱逐舰第九支队。衡水舰舰名取自河北省衡水市，其入列命名授旗仪式于2012年7月9日在海南省三亚市某军港举行。

## 历史
2013年3月19日，“衡水”号导弹护卫舰与“兰州”号导弹驱逐舰、“玉林”号导弹护卫舰及“井冈山”号综合登陆舰组成远海训练编队驶离三亚市某军港，赴南海、西太平洋等海域进行战备巡逻远海训练。联合机动编队先后航经西沙、南沙、曾母暗沙、巴士海峡、西太平洋等海区，先后巡视了渚碧礁、南薰礁、东门礁、赤瓜礁、永暑礁、华阳礁等南沙岛礁。该次远海训练历经16昼夜、航程近5千海里。联合机动编队于4月3日上午返回驻地。
2013年4月9日，“衡水”号导弹护卫舰与“岳阳”号导弹护卫舰代表驱逐舰第九支队接受了中共中央军委主席习近平检阅。
2013年4月10日，“衡水”号导弹护卫舰与“兰州”号导弹驱逐舰重返西太平洋海域，开展包括防空、反潜和对海打击等内容的远海攻防演练。编队于4月17日《马关条约》签订118周年之际抵达钓鱼岛附近海域巡航。该次远海训练历时11天，总航程3000余海里，衡水舰等于4月20日返回三亚市某军港码头。
2013年8月8日，“衡水”号导弹护卫舰、“井冈山”号综合登陆舰及“太湖”号综合补给舰组成中国海军第十五批护航编队从广东省湛江市启航，赴亚丁湾、索马里海域接替第十四批护航编队执行护航任务。该次护航历经169个日夜，衡水舰等在完成46批181艘中外船舶的护航任务护航与出访坦桑尼亚、肯尼亚、斯里兰卡3国任务后，于2014年1月23日上午抵达湛江市某军港。
2014年1月中旬，“衡水”号导弹护卫舰与“柳州”号导弹护卫舰、“岳阳”号导弹护卫舰及“三亚”号导弹护卫舰等组成编队在训练海域完成多个课目的攻防演练。
2014年5月5日，“衡水”号导弹护卫舰与“兰州”号导弹驱逐舰在黄岩岛附近海域执行任务时与美国海军第七舰队“蓝岭”号指挥舰相遇。
2014年6月5日，琼洋浦13073号渔船失联。接到搜救命令后，正在南海某海域执行训练任务的某驱逐舰支队衡水舰紧急奔赴渔船失联海域展开搜救。海军南海舰队航空兵某部出动的搜救飞机率先发现该渔船并将情况通报衡水舰。衡水舰舰载直升机抵达事发海域后，向乘坐在小艇和救生筏上的14名遇险渔民投放了物资。衡水舰与“南海救115”轮赶到后一同将遇险渔民全部安全救起、送往三亚。
2024年，據年度計劃暨中俄雙方共識，7月，中共和俄羅斯兩國海軍艦艇編隊在太平洋西部和北部相關海域開展第4次海上聯合巡航，並於同月14日進入南海某海域。聯合巡航編隊包括導彈驅逐艦銀川號、衡水艦及俄方完美號護衛艦。16日海上聯合巡航圓滿結束。